# 弗朗索瓦·德·卜翁
圣伊莱尔侯爵，弗朗索瓦·泽维尔·德·卜翁（法語：François Xavier Bon，marquis de Saint-Hilaire，1678年10月11日—1761年1月18日），是朗格多克审计院主席，1709年因为使用蜘蛛丝制成纺织品而闻名，并将制成的蜘蛛丝手套赠送给了法国科学院，蜘蛛丝袜子献给了法国国王路易十四。1750 年，他被任命为法兰西文学院院士。